# Liste der Kulturdenkmäler in Burglahr
In der Liste der Kulturdenkmäler in Burglahr sind alle Kulturdenkmäler der rheinland-pfälzischen Gemeinde Burglahr aufgelistet. Grundlage ist die Denkmalliste des Landes Rheinland-Pfalz (Stand: 4. Mai 2023).

## Einzeldenkmäler
| Bezeichnung                           | Lage                                                         | Baujahr                            | Beschreibung | Bild                           |
| ------------------------------------- | ------------------------------------------------------------ | ---------------------------------- | --- | ------------------------------ |
| Katholische Kapelle Mariä Heimsuchung | Burgstraße, bei Nr. 4 Lage                                   | zweite Hälfte des 17. Jahrhunderts | Saalbau, zweite Hälfte des 17. Jahrhunderts                                                                           | Fotos hochladen                |
| Kriegerdenkmal                        | Kur-Kölner-Straße, bei Nr. 3 Lage                            | 1920er oder 1930er Jahre           | Kriegerdenkmal 1914/18, Bruchsteinpfeiler                                                                             | weitere Bilder Fotos hochladen |
| Quereinhaus                           | Mühlweg 1 Lage                                               | 18. Jahrhundert                    | Fachwerk-Quereinhaus, teilweise massiv, teilweise verkleidet, 18. Jahrhundert                                         | Fotos hochladen                |
| Hofanlage                             | Ritterstraße 20 Lage                                         | 18. Jahrhundert                    | Hofanlage; Fachwerkhaus, teilweise massiv, Krüppelwalmdach, 18. Jahrhundert, Fachwerkscheune 18. oder 19. Jahrhundert | Fotos hochladen                |
| Gasthaus                              | Wiedtalstraße 6 Lage                                         | um 1905/10                         | Walmdachbau, teilweise Fachwerk, um 1905/10                                                                           | Fotos hochladen                |
| Burg Lahr                             | nördlich des Ortes Lage                                      | 14. Jahrhundert oder früher        | Bruchsteinrundturm, wohl der 1574/75 erwähnte „große Turm“, Mauerreste                                                | weitere Bilder Fotos hochladen |
| Lusthof                               | östlich des Ortes oberhalb der L 269 (Wiedtalstraße 25) Lage | vor 1716                           | Wohnhaus, teilweise verkleidet, kurz vor 1716                                                                         | BW                             |
| Hofanlage                             | Heckerfeld, Kur-Kölner-Straße 50 Lage                        | 18. Jahrhundert                    | Fachwerkhaus, teilweise massiv, 18. Jahrhundert, Fachwerkscheune, 19. Jahrhundert; Gesamtanlage                       | Fotos hochladen                |